# Waltraud Dietrich
Waltraud Dietrich (* 19. Oktober 1959 in Villach) ist eine österreichische Politikerin (Team Stronach, ehemals FPÖ) und war von Oktober 2013 bis November 2017 Abgeordnete zum Nationalrat.
Von 1996 bis zu ihrem Rücktritt im August 2005 gehörte Dietrich für insgesamt zwei Legislaturperioden dem Steiermärkischen Landtag an. Zuletzt fungierte sie bis 2005 als Klubobfrau der FPÖ. 2006 trat sie aus der Partei aus. Im September 2011 wurde ihr das Große Ehrenzeichen des Landes Steiermark verliehen. 2012 wurde sie in der von Frank Stronach gegründeten Partei Team Stronach aktiv. Bei der Nationalratswahl im September 2013 wurde sie für ihre neue Partei in den Nationalrat gewählt. Dort bekleidete Dietrich das Amt der geschäftsführenden Klubobfrau des Parlamentsklubs des Team Stronach. Ab Februar 2015 führte Waltraud Dietrich den Parlamentsklub alleine. Im August 2015 folgte ihr Robert Lugar als Klubobmann nach.
Dietrich ist verheiratet und hat vier Kinder.